# Újszászi Bogár László
Újszászi Bogár László (Szolnok, 1988. június 1. –) nyelvész, bemondó, meggyőzés- és befolyásolástechnikai kutató.

## Életpályája
Újszászon járt általános iskolába, majd Szolnokon érettségizett a Varga Katalin Gimnáziumban. A középiskola után a Kodolányi János Főiskolán szerzett kommunikációs alapdiplomát, majd a Budapesti Corvinus Egyetemen mesterszakos diplomát. Doktori fokozatát az ELTE Nyelvtudományi Doktori Iskola alkalmazott nyelvészeti oktatási programjában szerezte summa cum laude minősítéssel.
A Kazinczy Szép Magyar beszéd versenyen mindegyik korosztályban kiérdemelte a Kazinczy emlékérmet. Kétszer volt köztársasági ösztöndíjas, kétszer Kodolányi díjas, és tanulmányai alatt négyszer nyerte el a Magyar Köztársaság Jó Tanulója Jó Sportolója címet. Közel tíz évig volt válogatott sportoló lábtoll-labdázásban: Országos bajnok, Világbajnoki 4. helyezett, a Hungarian Open kétszeres győztese. 
2012 óta a Kossuth Rádió „Tetten ért szavak” ( Ma már Édes anyanyelvünk) című műsorának bemondója. Jelenleg a Budapesti Corvinus Egyetemen a Magatartástudományi és Kommunikációelmélet Intézetben külső előadóként retorikát tanít.

## Család
Felesége Alexy Vivi youtuber.

## Közéleti és tudományos tevékenységei
- Magyar Nyelvi Szolgáltató Iroda A szellemi körének tagja
- Jász-Nagykun – Szolnok megyei Kazinczy Szép Magyar Beszéd versenyének rendszeres zsűritagja
- A Magyar Rádió Édesanyanyelvünk c. műsor bemondója
- Újszász Város Kulturális díjasa
- Győzz meg és uralkodj! című szakmai könyv írója

## Üzleti életben
A doktorijában kidolgozott meggyőzéstechnikai modelljét 2019-től tanítják a Dubai Universityn. Számos nagyvállalat rendszeresen meghívott szakértője (Lindab, Dupont Pioneer, Dow Dupont, Caterpillar, Alvogen, Opten, Konica Minolta stb.). Havonta olvashatók cikkei a Forbesban, rendszeresen felkért szakértője az M1 gazdasági műsorának. A meggyozes.hu tulajdonosa.

## Publikációi, írásai
- Magyartanítás 2013/5. – Recenzió: Adamikné Jászó Anna: Klasszikus Retorika
- E-nyelv magazin : Egyiptomi retorika – Vélemények és tények az ókori egyiptomi retorikáról:
- http://e-nyelvmagazin.hu/2014/05/26/egyiptomi-retorika-velemenyek-es-tenyek-az-okori-egyiptomi-retorikarol/
- Economica : A szavak manipulatív fókuszálásának hatékonysága
- Régi Új Retorika : beszédelemzések
- Forbes:Ez az egyetlen apró trükk elég lehet valakinek a meggyőzéséhez
- Forbes: Hogyan tudod pénz nélkül meggyőzni az alkalmazottakat, hogy jobban dolgozzanak?
- Forbes: Melyik számít többet: a felmutatható tapasztalat, vagy hogy mennyire vagy ígéretes? Meg fogsz lepődni
- Forbes: Melyik szám a meggyőzőbb?